# سازند داریان
سازند داریان یکی از سازندهای آهکی زاگرس است. در گذشته به این سنگ‌آهک‌ها «آهک اُربیتولین‌دار» یا «آهک آپتین – آلبین» گفته می‌شد ولی با اندازه‌گیری بُرشی در کوه گدوان در شمال شهر داریان در شمال خاوری شیراز، نام «سازند داریان» انتخاب شد.
سازند داریان سنگ مخزن مهمی در گروه خامی است. در محل بُرش الگو، این سازند شامل ۲۸۶/۵ متر سنگ آهک قهوه‌ای – خاکستری ستبرلایه تا توده‌ای خشن و صخره‌ساز است که به داشتن اُربیتولین فراوان به سن آپتین شاخص است.
مرز پایینی داریان با سازند گدوان تدریجی است ولی در بالا، با سازند کژدمی به شدت فرسایش یافته است و لایه‌های ائولیتی و گلوکونیتی آن را از سازند کژدمی جدا می‌کند.